# Zlatý voči
Zlaté oči jsou součástí Národního památníku odposlechu. Reliéf byl odhalen 14. září 2007 v zatopeném
lomu Střelnice, jenž se nachází asi 1,5 km západně od Lipnice nad Sázavou. Autorem díla je sochař Radomír Dvořák. Trojúhelník, ve kterém jsou oči vytesány, měří asi 2,5 m na výšku, oční bulvy nesou zlatý nápis Enter, Exit a Home.

## Ve filmu
- Princezna zakletá v čase (2020, režie: Petr Kubík)

## Součásti památníku
- Bretschneiderovo ucho
- Ústa pravdy
- Zlaté oči
- Hlava XXII
- Jednohubka a la Jurajda